# Секст Херментидий Кампан
Секст Херментидий Кампан (на латински: Sextus Hermentidius Campanus) e политик и сенатор на Римската империя през 1 век.
През 92 и 93 г. той е легат (legatus Augusti pro praetore) на Юдея. През 97 г. е суфектконсул заедно с Луций Домиций Аполинар.